# Gerard Bieniek
Gerard Bieniek (ur. 13 października 1941 w Kielczy, zm. 21 lipca 2011 w Warszawie) – polski prawnik, cywilista, sędzia Sądu Najwyższego, autor licznych publikacji prawniczych.

## Życiorys
W 1964 ukończył studia na Wydziale Prawa Uniwersytetu Wrocławskiego. W 1974 na tej samej uczelni uzyskał stopień doktora nauk prawnych na podstawie pracy Roszczenia regresowe zakładu pracy wobec pracownika napisanej pod kierunkiem Jana Jończyka. Był aplikantem w Sądzie Wojewódzkim w Opolu, orzekał jako asesor w sądach powiatowych w Opolu i w Raciborzu. W 1967 uzyskał nominację sędziowską, pracował w sądach powiatowych w Opolu i Koźlu. W 1973 został sędzią Sądu Wojewódzkiego w Opolu, a rok później objął delegację w Ministerstwa Sprawiedliwości, zajmując się kwestiami wizytacji w Departamencie Spraw Cywilnych. W 1985 powołany na stanowisko sędziego Sądu Najwyższego. Przez 25 lat orzekał w Izbie Cywilnej SN, przechodząc w 2010 w stan spoczynku.
Od 1996 do 2010 był członkiem Komisji Kodyfikacyjnej Prawa Cywilnego. Specjalizował się w prawie rzeczowym i prawie zobowiązań. Był autorem, współautorem i redaktorem licznych publikacji naukowych, wśród nich wielokrotnie wznawianych komentarzy do kodeksu cywilnego oraz ustaw regulujących gospodarkę nieruchomościami i własność lokali. Wchodził w skład redakcji różnych periodyków prawniczych.
Został odznaczony Złotym Krzyżem Zasługi (1978), Krzyżem Kawalerskim (1984) i Komandorskim (2011) Orderu Odrodzenia Polski.
Pochowany na cmentarzu parafialnym w Kielczy.

## Publikacje
- Aktualne problemy prawa pracy w świetle orzecznictwa Sądu Najwyższego, Oficyna Wydawnicza OPO, Bydgoszcz 1992
- Aport w spółce na tle orzecznictwa Sądu Najwyższego, Zachodnie Centrum Organizacji, Zielona Góra 1993
- Funkcjonowanie organów samorządu załogi w świetle orzecznictwa Sądu Najwyższego, Oficyna Wydawnicza OPO, Bydgoszcz 1992
- Kodeks postępowania cywilnego: komentarz (współautor), C.H. Beck, Warszawa 2001, 2010
- Kodeks pracy: komentarz (współautor), Wyd. Prawnicze, Warszawa 1977
- Komentarz do kodeksu cywilnego. Ks. 3, Zobowiązania (red.), Wyd. Prawnicze/Wyd. Prawnicze LexisNexis, Warszawa od 1996 (wielokrotnie wznawiane)
- Komentarz do ustawy o gospodarce nieruchomościami (red.), Zachodnie Centrum Organizacji, Zielona Góra 2000.
- Nieruchomości: problematyka prawna, Wyd. Prawnicze LexisNexis, Warszawa od 2004 (wielokrotnie wznawiane)
- Odpowiedzialność cywilna za wypadki drogowe, Wyd. Prawnicze LexisNexis, Warszawa 2007, 2011
- Postępowanie sądowe w sprawach gospodarczych (współautor), C.H. Beck, Warszawa 2007
- Prawo gospodarcze w orzecznictwie Sądu Najwyższego, TNOiK, Warszawa 1994
- Prawo obrotu nieruchomościami (współautor), C.H. Beck, Warszawa od 1995 (wielokrotnie wznawiane)
- Reprezentacja Skarbu Państwa i jednostek samorządu terytorialnego, LexisNexis Polska, Warszawa 2010
- Reprezentacja Skarbu Państwa i jednostek samorządu terytorialnego w postępowaniu cywilnym, Wyd. Prawnicze LexisNexis, Warszawa od 2002 (wielokrotnie wznawiane)
- Spółki w orzecznictwie Sądu Najwyższego, Oficyna Wydawnicza OPO, Bydgoszcz 1993
- Ustawa o gospodarce nieruchomościami: komentarz (red.), Wyd. Prawnicze LexisNexis, Warszawa od 2005 (wielokrotnie wznawiane)
- Ustawa o własności lokali: komentarz, C.H. Beck, Warszawa 1998, 2000
- Własność lokali: komentarz, C.H. Beck, Warszawa od 2003 (wielokrotnie wznawiane)[4]